# Ninh Diêm
Ninh Diêm là một phường cũ thuộc thị xã Ninh Hòa, tỉnh Khánh Hòa, Việt Nam.

## Địa lý
Phường Ninh Diêm có vị trí địa lý:
- Phía đông giáp phường Ninh Thủy
- Phía tây giáp xã Ninh Thọ
- Phía nam giáp xã Ninh Phú
- Phía bắc giáp phường Ninh Hải và xã Ninh Thọ.

Phường có diện tích 24,29 km², dân số năm 2010 là 8.554 người, mật độ dân số đạt 352 người/km².

## Lịch sử
Trước đây, Ninh Diêm là một xã thuộc huyện Ninh Hòa.
Ngày 30 tháng 9 năm 1981, Hội đồng Bộ trưởng ban hành Quyết định 100-HĐBT. Theo đó, chia xã Ninh Diêm thành hai xã Ninh Diêm và Ninh Thủy.
Ngày 25 tháng 10 năm 2010, Chính phủ ban hành Nghị quyết 41/NQ-CP. Theo đó, chuyển huyện Ninh Hòa thành thị xã Ninh Hòa và thành lập phường Ninh Diêm trên cơ sở toàn bộ 2.429 ha diện tích tự nhiên, 8.554 người của xã Ninh Diêm.